# Andreas Friedrich Uhthoff

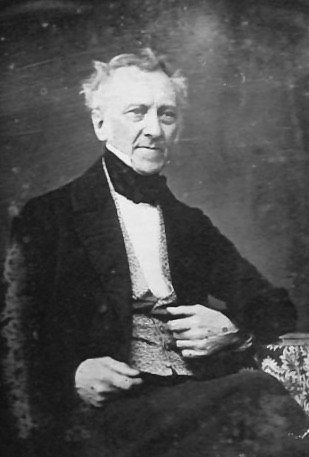
Andreas Friedrich Uhthoff

Andreas Friedrich Uhthoff (* 14. September 1780 in Bremen; † 16. März 1860 Vegesack) war ein Fabrikant und Unternehmer, der 1822 die Eisengießerei Uhthoff gründete. Nach ihm und seinem Unternehmen ist die Uhthoffstraße im Bremer Stadtteil Vegesack benannt.

## Biografie
Andreas Friedrich stammt aus der weit verzweigten Bremer Familie Uhthoff. Er wurde als viertes von sechs Kindern in Bremen geboren. Sein Vater Helmerich Uhthoff (1737–1819) war Kaufmann und Diakon am Bremer Dom. Seine 1746 geborene Mutter stammte aus Höxter und starb 1805. Uhthoff erlernte den Beruf eines Kaufmanns. In den 1810er Jahren betrieb Andreas Friedrich Uhthoff,  gemeinsam mit seinem Geschäftspartner Franz Anton Egells in Gebäuden des ehemaligen Klosters Gravenhorst eine Maschinenbauanstalt und konstruierte unter anderem Dampfmaschinen. Den Gussstahl dazu bezogen die Unternehmer von Friedrich Krupp. 
Im Juli 1820 beschreibt Christian Karl André eine von Uhthoff verbessert und in Gravenhorst vorgestellte Dampfmaschine ausführlich: 

„Diese von dem genannten Künstler sorgfältig ausgeführte, und von mehreren Kennern, welche dieselbe im Gang sahen, sehr günstig beurtheilte Maschine, verdient von Kunstfreunden gesehen zu werden; große Sorgfalt zeigt sich selbst bei den kleinsten Theilen, so daß z.B. jede Schraubenmutter, die sich auf irgend eine Art lossetzen könnte, durch geschickte Vorkehrungen festgehalten wird.“

1812 heiratete er in Recke Henrietta Christiana Mueser, mit der er sieben Kinder hatte, darunter den 1814 geborene Firmenerbe Gustav. 1822 stellte er beim Amt Vegesack ein Genehmigungsgesuch, zur Gründung einer Eisen- und Metallgießerei mit einem Walzwerk. Dieses Unternehmen führte er bis zu seinem Tod im Jahre 1860. Sein Sohn Gustav Uhthoff verstarb am 26. April 1875, zwei Jahre nach dem Gründerkrach und im selben Jahr wurde auch der Betrieb der Eisengießerei Uhthoff eingestellt. An zahlreichen Gebäuden in Bremen und Umgebung haben sich bis heute Erzeugnisse Uhthoffs erhalten. Grundstückseinfriedungen, Brüstungsgitter, Geländer von Treppen und Balkonen sowie Gartenmöbel finden sich zahlreich. Das von ihm 1842 erbaute Wohnhaus ist heute noch in Teilen in der nunmehr nach ihm benannten Uhthoffstraße 24 in Bremen-Vegesack erhalten. Im Uhthoffzimmer im Erdgeschoss des Heimatmuseums im Schloss Schönebeck befinden sich mehrere Ausstellungsgegenstände aus dem Werk Uhthoffs.